# Багаевское сельское поселение (Ростовская область)
Бага́евское се́льское поселе́ние — муниципальное образование в Багаевском районе Ростовской области.
Административный центр поселения — станица Багаевская.

## География
Поселение находится в центре района и граничит на востоке с Елкинским сельским поселением, на западе с Манычским сельским поселением, на юго-западе с Красненским сельским поселением. На территории поселения протекают реки: Дон, Подпольная, Западный Маныч, Сусат.

## Административное устройство
В состав сельского поселения входят:
- станица Багаевская
- хутор Белянин
- хутор Голые Бугры
- хутор Краснодонский
- хутор Федулов
- посёлок Дачный
- посёлок Задонский

## Население
| 2010    | 2012    | 2013    | 2014    | 2015    | 2016    | 2017    |
| ------- | ------- | ------- | ------- | ------- | ------- | ------- |
| 17 856  | ↘17 823 | ↘17 697 | ↘17 646 | ↗17 689 | ↗17 768 | ↘17 736 |
| 2018    | 2019    | 2020    | 2021    |         |         |         |
| ↘17 502 | ↘17 347 | ↘17 300 | ↘17 188 |         |         |         |